# Academia Nacional de Navegação de Weymouth e Portland

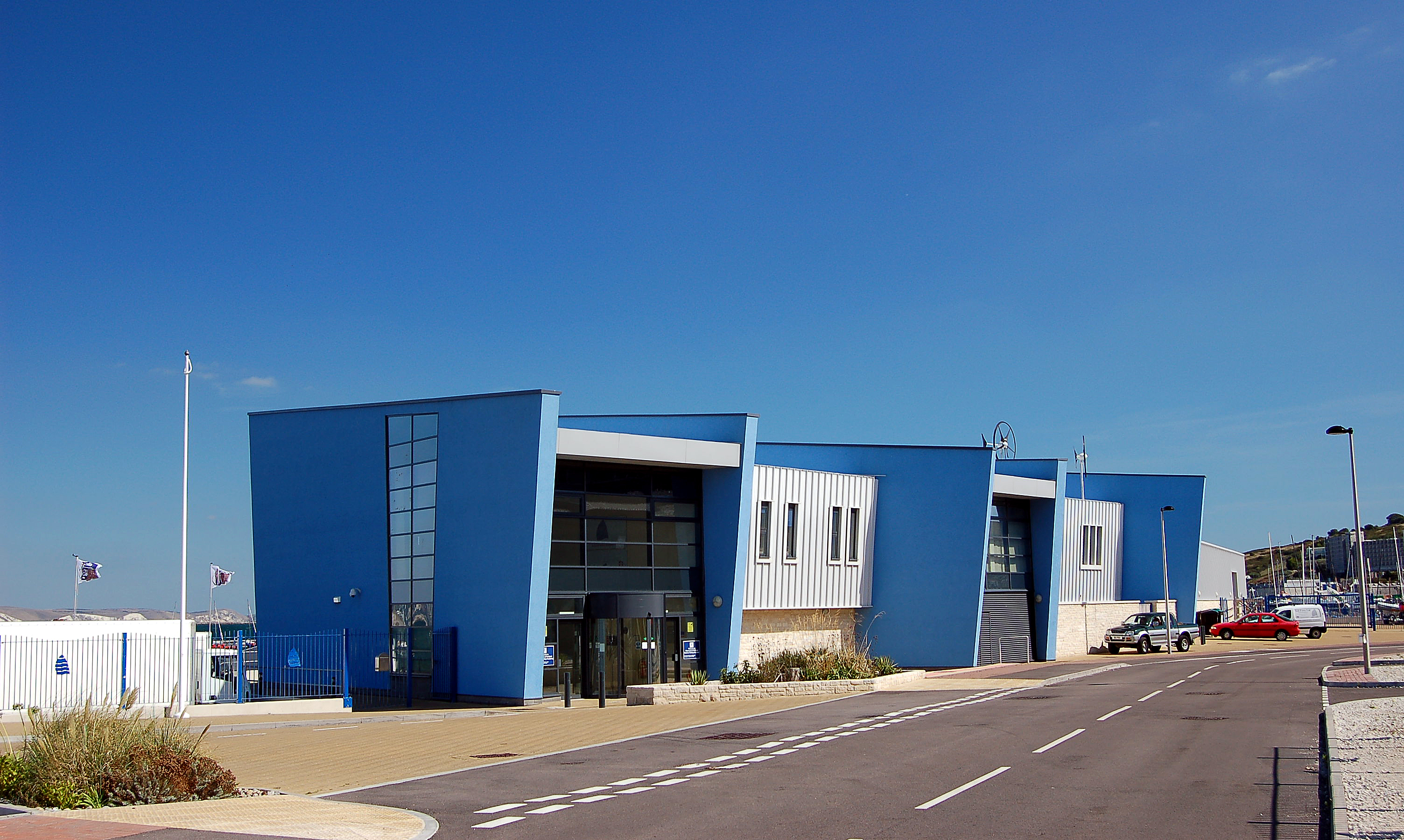
Edifício da academia em Osprey Quay.

A Academia Nacional de Navegação de Weymouth e Pórtland (em inglês: Weymouth and Portland National Sailing Academy) é um centro para a navegação na ilha de Pórtland, Dorset, na costa sul de Inglaterra, Reino Unido. O edifício da Academia foi construído em Osprey Quay no lado norte da ilha. As águas do porto de Pórtland e da baía de Weymouth, adjacentes ao lugar, são as áreas mais usadas. Eventos de navegação locais, nacionais e internacionais são levados a cabo na ilha desde a abertura da Academia no 2000. Em 2005, a instituição foi eleita para encarregar dos eventos apropriados a sua disciplina nos Jogos Olímpicos de Londres 2012.

## Relações externas
- O lugar oficial da Academia Nacional de Navegação de Weymouth e Pórtland
- Os jogos olímpicos de Weymouth e Pórtland bloguean
- Weymouth and Portland Borough Council guia de navegação
- Foro de Weymouth de Desportos acuáticos e windsurf